# Абрамович, Евгений Александрович
Евге́ний Алекса́ндрович Абрамо́вич (бел. Яўген Аляксандравіч Абрамовіч; род. 17 сентября 1995, Борисов, Минская область) — белорусский футболист, вратарь жодинского «Торпедо-БелАЗ».

## Биография
Родился 17 сентября 1995 года в Борисове. Начинал заниматься футболом в Борисове, в местной ДЮСШ № 2. Первый тренер — Валерий Владимирович Макаревич. В юношеском возрасте пробовал себя в мини-футболе.

### Клубная карьера
В структуру жодинского «Торпедо-БелАЗ» попал благодаря Валерию Марову. Выступал за молодёжные команды и дубль «автозаводцев» в 2015—2018 годах. В качестве третьего вратаря вызывался в основную команду, но так и не дебютировал за неё.
В августе 2018 года на правах аренды перешёл в «Смолевичи». 7 октября 2018 года дебютировал в Высшей лиге, проведя все 90 минут матча против минского «Динамо» (0:2). В дальнейшем прочно закрепился в стартовом составе. В декабре 2018 года продлил контракт со «Смолевичами». Сезон 2019 года начал в качестве основного вратаря, а с сентября перестал выходить на поле. В январе 2020 года покинул клуб.
С начала 2020 года тренировался с дзержинским «Арсеналом», а в марте подписал с клубом контракт. Стал основным вратарём «дзержинцев». В январе 2021 года вернулся в «Торпедо-БелАЗ». Был вторым вратарём команды, выходил в дублирующем составе, в сезоне 2021 сыграл в двух матчах за основную команду.
В январе 2022 года отправился в аренду в дзержинский «Арсенал» на один сезон. Его сейв в матче против минского «Динамо» был признан лучшим по итогам 17-го тура. Вместе с клубом занял 14-е место в турнирной таблице и отправился в стыковые матчи за сохранение прописки в высшем дивизионе. По итогу стыковых матчей против рогачёвского «Макслайна» дзержинский клуб потерял прописку в высшем дивизионе.
В декабре 2022 года вернулся в жодинское «Торпедо-БелАЗ», вместе с которым стал готовиться к новому сезону. В январе 2023 года футболист продлил контракт с клубом. Новый сезон начал с матча 18 марта 2023 года против брестского «Динамо». По итогу полуфинальных матчей Кубка Беларуси обыграл мозырскую «Славию» и вышел в финал. Стал обладателем Кубка Беларуси, где в финале 28 мая 2023 года одержал победу над борисовским БАТЭ. В ноябре продлил контракт с клубом до 2025 года. Признан лучшим игроком клуба по итогам сезона-2023. В 2024 году удостоен звания «Мастер спорта Республики Беларусь международного класса». В 29-м туре сезона 2024 второй раз в карьере отразил пенальти (после 12 ударов). Заодно стал автором 20-й победы вратарей клуба за все годы над пенальтистами (после 97 ударов).

## Достижения
Торпедо-БелАЗ
- Обладатель Кубка Беларуси: 2022/23
- Обладатель Суперкубка Беларуси: 2024

## Статистика выступлений

### Клубная статистика
| Выступление         | Выступление      | Выступление      | Чемпионат | Чемпионат | Кубки | Кубки | Еврокубки | Еврокубки | Итого | Итого |
| Клуб                | Лига             | Сезон            | Игры      | Голы      | Игры  | Голы  | Игры      | Голы      | Игры  | Голы  |
| ------------------- | ---------------- | ---------------- | --------- | --------- | ----- | ----- | --------- | --------- | ----- | ----- |
| Торпедо-БелАЗ       | Высшая лига      | 2015             | 0         | 0         | 0     | 0     | 0         | 0         | 0     | 0     |
| Торпедо-БелАЗ       | Высшая лига      | 2016             | 0         | 0         | 0     | 0     | 0         | 0         | 0     | 0     |
| Торпедо-БелАЗ       | Высшая лига      | 2017             | 0         | 0         | 0     | 0     | 0         | 0         | 0     | 0     |
| Торпедо-БелАЗ       | Высшая лига      | 2018             | 0         | 0         | 0     | 0     | 0         | 0         | 0     | 0     |
| Торпедо-БелАЗ       | Итого            | Итого            | 0         | 0         | 0     | 0     | 0         | 0         | 0     | 0     |
| Смолевичи           | Высшая лига      | 2018             | 7         | -12       | 0     | 0     | 0         | 0         | 7     | -12   |
| Смолевичи           | Первая лига      | 2019             | 16        | -9        | 0     | 0     | 0         | 0         | 16    | -9    |
| Смолевичи           | Итого            | Итого            | 23        | -21       | 0     | 0     | 0         | 0         | 23    | -21   |
| Арсенал (Дзержинск) | Первая лига      | 2020             | 18        | -20       | 2     | -1    | 0         | 0         | 20    | -21   |
| Арсенал (Дзержинск) | Итого            | Итого            | 18        | -20       | 2     | -1    | 0         | 0         | 20    | -21   |
| Торпедо-БелАЗ       | Высшая лига      | 2021             | 2         | -4        | 0     | 0     | 0         | 0         | 2     | -4    |
| Торпедо-БелАЗ       | Итого            | Итого            | 2         | -4        | 0     | 0     | 0         | 0         | 2     | -4    |
| Арсенал (Дзержинск) | Высшая лига      | 2022             | 29        | -40       | 2     | -3    | 0         | 0         | 31    | -43   |
| Арсенал (Дзержинск) | Итого            | Итого            | 29        | -40       | 2     | -3    | 0         | 0         | 31    | -43   |
| Торпедо-БелАЗ       | Высшая лига      | 2023             | 23        | -16       | 4     | -1    | 2         | -4        | 29    | -21   |
| Торпедо-БелАЗ       | Итого            | Итого            | 23        | -16       | 4     | -1    | 2         | -4        | 29    | -21   |
| Всего за карьеру    | Всего за карьеру | Всего за карьеру | 95        | -101      | 8     | -5    | 2         | -4        | 105   | -110  |

1. ↑  Кубок Беларуси.
2. ↑  Лига конференций.